# Thripsaphis daviaulti
Thripsaphis daviaulti är en insektsart som först beskrevs av Quednau 1966.  Thripsaphis daviaulti ingår i släktet Thripsaphis och familjen långrörsbladlöss. Inga underarter finns listade i Catalogue of Life.